# 그녀가 사라졌다
"그녀가 사라졌다"(영어: I Met a Girl)는 2020년 공개된 오스트레일리아의 로맨틱 드라마 영화이다.

## 출연
- 브렌턴 스웨이츠 - 데번 역
- 릴리 설리번 - 루시 역
- 조엘 잭슨 - 닉 역
- 제라 뉴먼 - 올리비아 역
- 아니타 헤그 - 퍼트리샤 역
- 데이비드 우즈 - 소울 역
- 피터 로손 - 로켓 역
- 애니 핀스터러 - 니들 역